# Stovpivka, Horodnea
Stovpivka (în ucraineană Стовпівка) este un sat în comuna Hnizdîșce din raionul Horodnea, regiunea Cernihiv, Ucraina.

## Demografie
Componența lingvistică a localității Stovpivka
     Ucraineană (98,26%)
     Alte limbi (1,74%)
Conform recensământului din 2001, majoritatea populației localității Stovpivka era vorbitoare de ucraineană (98,26%), existând în minoritate și vorbitori de alte limbi.